# 大鄉站
大鄉站（韓語：대향역）是朝鮮民主主義人民共和國咸镜北道镜城郡的一個鐵路車站，属于大鄉線。

## 邻近车站
大鄉線
龙岘站 - 大鄉站